# Lista över borgmästare i Söderköping
Detta är en lista över staden Söderköpings stads borgmästare.

## Borgmästare i Söderköping
Borgmästare i Söderköpings stad före 1971.
| Ämbetstid | Namn                           | Levnadstid | Övrigt              |
| --------- | ------------------------------ | ---------- | ------------------- |
| 1588–1606 | Kurt Ståle                     |            |                     |
| 1599–1607 | Eskil Larsson                  |            |                     |
| 1600      | Lars Johannis Trelogius        |            |                     |
| 1608–1609 | Jöns Gustafsson                |            |                     |
| 1580–1618 | Evert Holm                     |            |                     |
| 1610–1611 | Jöns Gustafsson                |            |                     |
| 1613      | Vaste Persson                  |            |                     |
| 1609–1619 | Hans Persson                   |            |                     |
| 1620      | Henrik Persson Prytz           |            |                     |
| 1620      | Jöns Larsson                   |            |                     |
| 1638      | Carl Jonsson                   |            |                     |
| 1638–1645 | Jöns Fallentinsson             | –1662      |                     |
| 1643–1647 | Arfwedh Larsson                | –1647      |                     |
| 1645      | Håkan Bengtsson Höök           |            |                     |
| 1646–1647 | Peter Bennick                  |            |                     |
| 1653–1657 | Herman Wibbling                | –1668      |                     |
| 1648–1660 | Jöns Fallentinsson             | –1662      |                     |
| 1666–1668 | Hans Wibbling                  | –1668      |                     |
| 1660–1687 | Erasmus Rizander               | –1687      | Justitieborgmästare |
| 1668–1675 | Joakim Wibbling                | 1610–1675  |                     |
| 1675–1680 | Lars Mogatæus                  | –1680      | Handelsborgmästare  |
| 1687–1693 | Johannes Nicolai Cedermark     | 1659–1693  |                     |
| 1687–1697 | Måns Eneroth                   | 1634–1697  |                     |
| 1697–1703 | Swen Swan                      |            |                     |
| 1702–1722 | Johannes Johannis Nordman      | 1678–1722  |                     |
| 1733–1749 | Lars Bonander                  | 1706–1749  |                     |
| 1749–1767 | Carl Johan Kinborg             | 1717–1806  |                     |
| 1767–1808 | Lorentz Isak de la Rose        | 1746–1817  |                     |
| 1809–1836 | Sven Mathias Theodor Cederborg | 1785–1849  |                     |
| 1837–1853 | Sven Malmqvist                 | 1802–1853  |                     |
| 1854–1869 | Pehr Blidberg                  | 1813–1882  |                     |
| 1881–1882 | Hugo Segerdahl                 | 1853–1907  |                     |